# Клингонский язык
Клингонский язык (самоназвание: tlhIngan Hol) — искусственный язык, разработанный лингвистом Марком Окрандом по заказу Paramount Studios для одной из инопланетных рас в вымышленной вселенной сериала «Звёздный путь». В отличие от многих других созданных для кинематографа языков, клингонский язык имеет детально разработанную грамматику, синтаксис и словарь, а также регулирующую организацию — Институт клингонского языка. Последний публикует переводы классических литературных произведений на клингонский язык.
Спектакль «Клингонская рождественская песнь» — первая постановка, поставленная в основном на клингонском языке (только рассказчик говорит по-английски). Опера ʼuʼ полностью на клингонском языке.

## История
Клингонский язык впервые упоминается в сериале «Звёздный путь: Оригинальный сериал» в эпизоде «Проблемы с трибблами» (1967). Первые звуки и фразы для персонажей-клингонов придумал Джеймс Духан («Скотти») в первом полнометражном фильме вселенной «Звёздный путь» (1979). Спустя несколько лет Харви Беннетт, продюсер фильма «Звёздный путь 3: В поисках Спока» (1984), предложил Марку Окранду разработать язык, на котором будут говорить антагонисты фильма. Они хотели, чтобы клингоны говорили на структурированном языке, а не на случайной тарабарщине, и поэтому заказали полный язык, основанный на фразах, созданных Духаном, который ранее написал четыре строки вулканского диалога для фильма « Википедия на клингонском языке Звёздный путь 2: Гнев Хана».
При создании языка Марк Окранд произвольно объединил звуки и фразы, созданные Джеймсом, с элементами знакомых ему по университету языков индейцев Северной Америки и санскрита. Найдено значительное количество соответствий ему в языке американских индейцев муцун (язык утийской группы), последний носитель которого умер в 1930 году. Фонетика языка использует ряд затрудняющих носителя индоевропейских языков звуков, в том числе гортанную смычку и другие, экспортированные из разных языков американских индейцев для создания подчёркнуто «чуждого» звучания. Окранд расширил словарный запас и разработал грамматику на основе исходной дюжины слов Духана. Этот язык периодически появлялся в более поздних фильмах с участием «оригинального» состава; например, в «Звёздном пути V: Последний рубеж» (1989) и в «Звёздном пути VI: Неоткрытая страна» (1991), где трудности перевода послужили сюжетным ходом.

## Письменность

Qapla’ (успех)

Для сериала и после него было разработано несколько систем клингонской письменности на основе дизайна других артефактов клингонов и черт тибетского письма, выбранного за преобладание острых углов. Все они были буквенными, как правило последовательно заменяющими буквы английской латиницы (включая диграфы для th и т. п.). Однако пользователи языка в настоящее время преимущественно используют английскую латиницу («нотация Окранда»).
| Нотация Окранда | Кириллический эквивалент                         | МФА   | Буквы пикада (pIqaD) |
| --------------- | ------------------------------------------------ | ----- | -------------------- |
| a               | А, а                                             | ɑ     |                      |
| b               | Б, б                                             | b     |                      |
| ch              | Ч, ч                                             | t͡ʃ    |                      |
| D               | Д, д                                             | ɖ     |                      |
| e               | Э, э                                             | ɛ     |                      |
| gh              | Г, г (h)                                         | ɣ     |                      |
| H               | Х, х                                             | x     |                      |
| I               | Ы, ы (И, и)                                      | ɪ     |                      |
| j               | Дж, дж                                           | d͡ʒ    |                      |
| l               | Л, л                                             | l     |                      |
| m               | М, м                                             | m     |                      |
| n               | Н, н                                             | n     |                      |
| ng              | Нг, нг («нн»)                                    | ŋ     |                      |
| o               | О, о (часто как «ё»)                             | o     |                      |
| p               | П, п                                             | pʰ    |                      |
| q               | К, к                                             | qʰ    |                      |
| Q               | Кх, кх                                           | q͡χ    |                      |
| r               | Р, р (мягкое, переходящее в «л»)                 | r (ɹ) |                      |
| S               | Ш, ш                                             | ʂ     |                      |
| t               | Т, т                                             | tʰ    |                      |
| tlh             | Тль, тль                                         | t͡ɬ    |                      |
| u               | У, у («ю» рядом с H, h)                          | u     |                      |
| v               | В, в                                             | v     |                      |
| w               | Уа, уа / Ва, ва                                  | w     |                      |
| y               | Й, й                                             | j     |                      |
| '               | Твёрдый приступ, гортанная смычка (glottal stop) | ʔ     |                      |

## Распространение языка
В 1992 году для поддержки языка был основан Институт клингонского языка, издавший несколько учебников по нему. В течение 13 лет институт издавал ежеквартальный научный журнал «HolQeD», посвящённый клингонскому языку и культуре.
В 2004 году была открыта Википедия на клингонском языке, однако впоследствии она была перенесена на https://klingon.fandom.com/.
В 2010 году театром Zeebelt в Гааге была поставлена опера на клингонском языке под названием «’u’», что в переводе с клингонского языка означает «Вселенная».
В январе 2014 года член городского совета американского города Индиан-Трейла (штат Северная Каролина) Дэвид Уоддел написал заявление об увольнении на клингонском языке. Мэр города поступок не оценил и назвал его непрофессиональным.
В марте 2015 года язык стал доступен для изучения на платформе Duolingo.

## Потомки
На основе клингонского языка был разработан эзотерический язык программирования «Var’aq».